# 蔵王トンネル
蔵王トンネル（ざおうトンネル）は、東北新幹線の福島駅 - 白石蔵王駅間にある新幹線専用の鉄道トンネルである。

## 概要
全長は11,215m。1982年6月23日に供用を開始し、開業時点では福島トンネル（11,705m）に次ぐ東北新幹線内第2の長大トンネルであった。
建設は日本国有鉄道 仙台新幹線工事局が担当した。工事の施工は、東京方から順に藤田工区（1,150m）、石母田工区（4,000m）、原工区（3,190m）、中ノ目工区（2,875m）の4工区に分割して行われ、施工に関しては藤田工区が奥村組、石母田工区が西松建設、原工区が間組、中ノ目工区が大林組がそれぞれ担当した。
藤田工区を除く3工区では、いずれも工事中に集中湧水が発生し、地表面では河川、井戸などの減水、枯渇が相次いだため、応急対策工事を施工して各地区の必要水量を確保した。
原工区においては、巻き終わったコンクリートが巨大な土圧によって破壊され、鉄筋コンクリートに巻き直しした箇所もあり、当初計画では想定できなかった事態が起こる難工事となった。

## 歴史
- 1971年12月1日 - 原工区、石母田工区の工事発注
- 1972年2月14日 - 石母田工区起工式
- 1972年2月25日 - 原工区起工式
- 1972年5月26日 - 中ノ目工区起工式
- 1972年11月27日 - 藤田工区起工式
- 1974年2月14日 - 中ノ目工区で貫通式
- 1976年6月4日 - 石母田工区、原工区で貫通式
- 1981年4月15日 - 伊達郡国見町で銘板除幕式
- 1981年4月16日 - 白石市で銘板除幕式
- 1982年6月23日 - 東北新幹線の開業に伴い供用開始。

## 周辺
- 東北自動車道
- 国道4号